# Second-Meal-Effekt
Der Second-Meal-Effekt beschreibt den veränderten Einfluss einer Mahlzeit auf den Blutzuckerspiegel nach einer vorangegangenen Mahlzeit. Die Blutzuckerreaktion auf ein und dieselbe Mahlzeit verändert sich also nur durch den Einfluss einer vorherigen Mahlzeit. Der Effekt ist besonders relevant für Menschen mit Diabetes oder zu dessen Vorbeugung, da er aufzeigt, wie die Wahl der Nahrungsmittel und Essenszeiten den Blutzuckerspiegel beeinflussen können.

## Hintergrund
Der Blutzuckerspiegel ist ein wichtiger Indikator für den Stoffwechselprozess im Körper. Nach der Aufnahme von Kohlenhydraten in Form von Nahrung steigt der Blutzuckerspiegel an, da die Kohlenhydrate in Glukose umgewandelt und ins Blut abgegeben werden. Dieser Anstieg des Blutzuckerspiegels löst die Freisetzung von Insulin aus, einem Hormon, das den Blutzuckerspiegel reguliert, indem es die Aufnahme von Glukose in die Zellen ermöglicht.
Mehrere Studien haben gezeigt, dass eine vorangegangene Mahlzeit den Blutzuckerspiegel nach der nächsten Mahlzeit beeinflussen kann. Der Second-Meal-Effekt tritt auf, wenn der Blutzuckerspiegel nach der zweiten Mahlzeit niedriger ist als erwartet, basierend auf der Zusammensetzung der Mahlzeit und dem individuellen Stoffwechsel.

## Mechanismus
Der genaue Mechanismus des Second-Meal-Effekts ist noch nicht vollständig verstanden. Es existieren jedoch diverse Hypothesen, die versuchen zu erklären, wie er zustande kommen könnte.
Eine mögliche Erklärung ist, dass die erste Mahlzeit den Stoffwechsel so beeinflusst, dass die Aufnahme von Kohlenhydraten in der zweiten Mahlzeit verzögert oder verringert wird. Dies könnte auf eine veränderte Insulinantwort oder auf die Freisetzung von hormonellen Signalen zurückzuführen sein, die den Kohlenhydratstoffwechsel regulieren.
Eine andere Hypothese besagt, dass der Second-Meal-Effekt mit der Darmflora zusammenhängen könnte. Die Zusammensetzung der Bakterien im Darm kann sich nach einer Mahlzeit verändern und die Verdauung und Aufnahme von Nährstoffen beeinflussen. Es wird angenommen, dass bestimmte Darmbakterien den Second-Meal-Effekt verstärken können, indem sie den Kohlenhydratstoffwechsel regulieren.

## Bedeutung für Diabetes
Der Second-Meal-Effekt hat eine besondere Bedeutung für Menschen mit Diabetes oder solche, die ein erhöhtes Risiko für Diabetes haben. Die Kontrolle des Blutzuckerspiegels ist entscheidend, um die Entwicklung von Komplikationen im Zusammenhang mit Diabetes zu verhindern.
Indem man den Second-Meal-Effekt versteht und darauf reagiert, kann man den Blutzuckerspiegel besser kontrollieren. Dies kann erreicht werden, indem man die Zusammensetzung der Mahlzeiten plant und bestimmte Nahrungsmittel oder Kombinationen von Nahrungsmitteln wählt, die den Second-Meal-Effekt positiv beeinflussen.
Eine Strategie zur Ausnutzung des Second-Meal-Effekts besteht darin, die Aufnahme von ballaststoffreichen Nahrungsmitteln zu erhöhen. Ballaststoffe verlangsamen die Verdauung und Aufnahme von Kohlenhydraten, was zu einem langsameren Anstieg des Blutzuckerspiegels führt. Eine ballaststoffreiche erste Mahlzeit kann somit den Blutzuckerspiegel nach der zweiten Mahlzeit stabilisieren.
Darüber hinaus kann die Kombination von Kohlenhydraten mit Proteinen oder gesunden Fetten den Second-Meal-Effekt verstärken. Proteine und Fette verlangsamen die Verdauung und erhöhen die Sättigung, was zu einer verzögerten Aufnahme von Kohlenhydraten führen kann. Dies kann den Blutzuckeranstieg nach der nächsten Mahlzeit reduzieren.
Die Kenntnis des Second-Meal-Effekts kann auch bei der Planung von Mahlzeiten für Menschen mit Typ-2-Diabetes hilfreich sein. Durch die gezielte Auswahl von Lebensmitteln und die Verteilung der Kohlenhydrataufnahme über mehrere Mahlzeiten kann eine bessere Blutzuckerkontrolle erreicht werden.